# Kieler Nachrichten
Kieler Nachrichten är en tysk tidning som utges i den nordtyska staden Kiel.